# Годер, Шмуэль

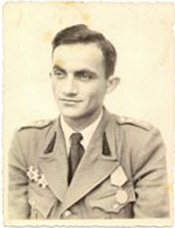
Шмуэль Годер в форме польской армии

Шмуэль Годер (при рождении Шмуэл (Самуил) Давыдович Городецкий (1917, местечко Микашевичи, Мозырский уезд, Минская губерния — 7 июля 1989) — бригадный генерал Армии обороны Израиля. Обладатель наибольшего числа военных наград из всех израильских офицеров.

## Биография
Самуил Давыдович Городецкий родился в 1917 году в местечке Микашевичи в Беларуси. Его отец, Давид, был портным мужской одежды и скрипачом по совместительству (брат генерала, Соломон, унаследовал от отца любовь к игре на скрипке и был в составе «Оркестра смерти» гетто, где и погиб), а мать, Батья, пекла пироги на продажу. Самуил был шестым ребёнком в семье (из семи). Вскоре после его рождения отец погиб во время погрома.
В юности состоял в молодёжном левосионистском движении «Гехалуц» и учился в группе образования «Борохов». В 1937 году был арестован за прокоммунистическую деятельность. Отсидел в тюрьме два года и был освобождён после воссоединения Западной Белоруссии и Украины с СССР.
После освобождения призван в Красную армию и отправлен служить в Заполярье. Его семья (мать, три брата и три сестры) остались в Западной Белоруссии, и троих из них он больше никогда не видел (после освобождения Белоруссии он нашёл в живых мать и двух сестёр, спасённых местными жителями, и брата, выбравшегося из расстрельной ямы).
Воевал на финском фронте во время Советско-финской войны. Во время Великой Отечественной войны участвовал в Обороне Ленинграда. После создания Войска Польского переведён в него. Уже в составе Войска Польского участвовал в освобождении концлагеря Майданек, в освобождении Варшавы и штурме Берлина. К концу войны имел звание майора. Войну закончил в Берлине, у горящего рейхстага, где и сфотографировался на память.
За время службы в Красной Армии и Войске Польском Городецкий был награждён 22 советскими и польскими наградами, в том числе орденом Ленина. Первую награду получил за то, что принял командование над солдатами десанта после гибели всех офицеров. После этого боя был послан в офицерское училище. Будучи курсантом, участвовал в отражении массированной атаки немцев на Ленинград на южном направлении. Во время боя принял на себя командование артиллерией и сумел отразить атаку противника. Так писал об этом эпизоде сын генерала:

…Другой орден он получил, когда принял командование, будучи курсантом, над артиллерией к югу от Ленинграда (после гибели всех командиров) и начал отдавать приказы о ведении огня, благодаря которым захлебнулась массированная немецкая атака, в результате которой немцы рассчитывали взять Ленинград. В конце боя ворвался в бункер высокопоставленный русский генерал, командующий фронтовой артиллерией Ленинграда, и с рёвом спросил, кто командовал ведением огня во время боя. Отец, перепуганный этим вторжением, запинаясь, ответил что он это сделал, так как все командиры погибли. После этого генерал присвоил ему офицерское звание и отметил его действия как достойные награждения орденом.
Я помню, как отец рассказывал, что этот генерал назвал его «молодец». Это слово я много раз потом слышал от израильских офицеров, друзей отца, которые так его называли…
Оригинальный текст (иврит)אות אחר קיבל כאשר תפש פיקוד כקצין צעיר על הארטילריה בגזרת דרום לנינגרד (לאחר שכל מפקדיו נהרגו) ונתן פקודות אש שכתוצאה מהן נכשלה מתקפה גרמנית ענקית שנועדה לכיבוש לנינגרד. בגמר קרב זה פרץ גנרל רוסי ענק, מפקד הארטילריה החזיתית בלנינגרד לבונקר שבו שהה אבא ושאל בשאגה מי הוא זה שנתן את פקודות האש. אבא נפחד, השיב במלמול שהוא עשה זאת כיוון שכל מפקדיו נהרגו, ואז העלה אותו הגנרל לדרגת קצין (הוא היה פרח קצונה – חניך) וציין את פעולתו לשבח תוך כדי המלצה לאות הצטיינות. 

אני זוכר איך אבא סיפר לי שאותו גנרל כינה אותו "מולודייץ" – בן חייל. כינוי ששמעתי לאחר מכן מפי קצינים בצה"ל – חברים של אבא שכינו אותו כד. 

Ещё один орден получил за составление плана операции в районе Варшавы, которую маршал Жуков назвал «продуманной» и после её успеха наградил артиллериста орденом. Также был награждён за бои в Берлине и в районе Бучача.
После войны служил в Австрии, начальником лагеря для перемещённых лиц. В 1947 переехал в Палестину. Как бывшему артиллеристу, ему было поручено создать первое в Армии обороны Израиля подразделение тяжёлых миномётов. Затем командовал батальоном, названным «Иностранным легионом», так он состоял из офицеров и солдат, имевших опыт боёв в Европе во всех европейских армиях. Затем командовал артиллерией Северного фронта и участвовал в боях за Назарет, Цфат и Галилею. Под его руководством в армию были внедрены старые французские пушки калибром 65 мм, так называемые «Наполеончики» (ивр. נפוליאונצ'יק‎), сыгравшие важную роль в победе в Войне за независимость Израиля. В армии он получил прозвище «Русский специалист по артиллерии». После войны, по рекомендации Ицхака Рабина, был произведён в подполковники.
В 1950 году окончил курс командиров батальонов в Академии Генштаба и был назначен командовать бронетанковой бригадой «Саар ми-Голан», затем (в 1954) был послан на учёбу в Бронетанковую академию во Францию. После возвращения назначен заместителем командующего бронетанковыми войсками армии и командиром резервной бригады «Одед».
Во время Синайской войны командовал мотострелковой бригадой резерва «Харель». Во время боёв за укреплённый район «Ум-Катеф» (ивр. אום כתף‎) был послан с бригадой на штурм участка, который был сплошь заминирован и подготовлен к обороне египтянами. Несмотря на его возражения, вынужден был предпринять атаку, которая была отбита с большими потерями. В результате снят с должности командира бригады.
После войны командовал бронетанковой бригадой «Эгроф ве-ромах», частями территориальной обороны Центрального военного округа (с 1960). В 1964 назначен командиром отдела обороны тыла Генерального штаба и в этой должности участвовал в Шестидневной войне.
В 1969 Годеру было присвоено звание бригадного генерала (ивр. תת-אלוף‎), и он был назначен председателем Военного апелляционного суда. Во время войны Судного дня занимал пост Военного секретаря Президента Израиля Эфраима Кацира.
В 1974 году вышел в запас.
Скончался 7 июля 1989. В память о генерале открыт «Центр Годера» (ивр. בית גודר‎) в Нетании.